# Aggregat (Philosophie)
Der Begriff Aggregat wurde schon von Aristoteles analysiert. Seitdem wird er verwendet, um eine äußerliche Verbindung von Elementen zu kennzeichnen. Er tritt ferner u. a. in Verbindung mit den Begriffen Substanz, Mischung, Beziehung, Kompositum, Mechanismus auf.
Bedeutsam war der Begriff Aggregat bei G.W. Leibniz, der die demokritischen Atome als Aggregat bezeichnete und nur die Monade als wahres Atom gelten ließ.
Für Immanuel Kant ist das Aggregat eine zufällige Anhäufung, die der Verstand zusammenstellt, im Gegensatz zum organischen, systematischen Zusammenhang, den die Vernunft erfasst.
Johann Gottlieb Fichte sieht als Aggregat ein ideales, gedankliches Ganzes zum Unterschied von der realen Einheit, dem Kompositum.
G.W.F. Hegel versteht Aggregat als „zufälligerweise und empirischerweise“ entstandene Zusammenstellung der Wissenschaften im Unterschied zur Enzyklopädie. Er nennt das Volk ein „Aggregat der Privaten“ und den Staat „Aggregat der vielen einzelnen“.
In der aktuellen philosophischen Terminologie versteht man unter einem Aggregat ein Ganzes aus innerlich nicht verbundenen Teilen im Gegensatz zum Organismus oder System.